# サーティヤキ
サーティヤキ（梵: सात्यकि, Sātyaki、ユユダナ（梵: युयुधान, Yuyudhāna）より広く知られる）は、ナーラーヤニ・セーナーの強力なヤーダヴァ族の首長であり、クリシュナが属するヴリシュニ族に属していました。
勇敢な戦士であったサーティヤキは、クリシュナに献身し、アルジュナの弟子でもありました。

## 系譜
プラーナ文献によれば、彼はヴリシュニ族のシニの孫であり、彼の名前の由来となったサーティヤカの息子でした。他のバージョンでは、サーティヤキには一人息子アサンガがいて、一人の孫ユガンダラが言及されています。ユガンダラは後にサラスヴァティ川付近の領地の支配者となりました。また、サーティヤキには2人の孫娘がおり、彼らをパーンダヴァ族の家族に嫁がせたいという希望も語られています。
後世のヤウディヤ族は、自らをダルマラージャ（ユディシュティラ）の息子でありアルジュナの甥であると主張し、サーティヤキの息子かユディシュティラの息子ヤウディヤ（『マツヤ・プラーナ』に言及あり）を通じてその血筋を引いていると考えられています。

## 神話

### 大戦争
サーティヤキは、クル・クシェートラ戦争において、カウラヴァ側よりもパーンダヴァ側を強く情熱的に支持しました。戦争以前、サティヤキはクリシュナに同行してクル王国の首都へ向かい、クリシュナがパーンダヴァ側の和平の使者として行動しました。彼は、ドゥルヨーダナがクリシュナを捕える企てや、クリシュナのヴィシュワルーパ（宇宙の姿）を目撃しましたが、その現象に目を奪われなかった数少ない人物としては言及されていません。交渉が決裂すると、サーティヤキはシヴィ族とヴリシュニ族の軍を率いてパーンダヴァの陣営へ向かいました。サーティヤキはチェキタナやシェーナジタと共にパーンダヴァ側に加わりましたが、クリシュナは自分の軍をドゥルヨーダナに提供したため、ドヴァーラカーに直接仕えるヤーダヴァ族のクリトヴァルマらがカウラヴァ側で戦うことになり、サーティヤキは戦争で同族と戦わなければなりませんでした。彼はパーンダヴァに1アクシャウヒニーの軍を提供しました。ビシュマによれば、サーティヤキは一人で12人のアティラティ（卓越した戦士）と戦う能力を持っているとされています。
戦争中、サーティヤキはパーンダヴァ軍の1アクシャウヒニーを指揮しました。

#### 第2日目
戦争の第2日目、サーティヤキはシャクニと戦いました。シャクニは激しい戦いを挑みましたが、最終的にサーティヤキが彼を打ち負かしました。

#### 第14日目
戦争の第14日目、サーティヤキは重要な役割を果たしました。アルジュナがジャヤドラタを討つという誓いを果たすためにドローナの陣形を突破しようとする中、サーティヤキは、アルジュナが不在の間にユディシュティラを捕えようとするドローナからユディシュティラを守りました。また、サティヤキはドローナからドリシュタデュムナを救出し、朝の戦闘を引き継ぐ形でドローナとの長い戦いに挑みました。
ドローナはサティヤキに対して非常に苛立ち、神々の武器を使用しますが、サティヤキはアルジュナの弟子として学んだ神々の武器の知識を駆使してこれを防ぎました。しかし最終的に、サティヤキは疲弊し、ドローナの矢によって負傷しました。このとき、ウパパーンダヴァ（パーンダヴァの息子たち）の新たな攻撃によりサティヤキは救出されました。最終的に、サティヤキはドローナを十分に引き留めることに成功し、ドローナの進展の遅さに業を煮やしたドゥルヨーダナは、アルジュナとの戦いに集中するためにドローナを撤退させました。
その日の後半、ユディシュティラはアルジュナの安全を心配し始めます。サーティヤキは王の護衛が最優先であると主張しますが、ユディシュティラの命令によりアルジュナを探し、助けに向かうことになります。パドマヴィユハ（蓮華の陣）の入り口で彼はドローナと遭遇します。サーティヤキはドローナを突破できないことを理解しつつ、アルジュナがその日の始めにドローナとの戦いを避けた行動を模倣する必要があると述べて、ドローナを迂回しました。

##### ブリシュラヴァとの戦い
アルジュナが多方面から攻撃を受けている中、サーティヤキが助けに現れました。サーティヤキは、長年の家族間の確執を抱える宿敵ブーリシュラヴァスと激しい戦いを繰り広げました。この確執は、サーティヤキの祖父がブーリシュラヴァスの父を打ち破ったことに由来しています。長く血なまぐさい戦いの末、ドローナとの戦いで既に消耗していたサーティヤキは力尽き、ブーリシュラヴァスによって打ちのめされ、戦場を引きずられていきます。剣を振り上げたブーリシュラヴァスがサティヤキを殺そうとしたその時、アルジュナが矢を放ち、ブーリシュラヴァスの腕を切り落とし、サーティヤキを死から救いました。ブーリシュラヴァスは警告なしに戦闘に介入したアルジュナを非難しました。ブーリシュラヴァスは武器を置き、瞑想の姿勢で座り込みます。このとき、意識を取り戻したサティヤキが突然立ち上がり、ブーリシュラヴァスの首をはねました。この突発的な行動は非難されましたが、サーティヤキは、自分が半意識の状態で攻撃された瞬間にブーリシュラヴァスを殺すことを誓ったと主張しました。この日の戦いが終わりに近づき、ジャヤドラタの討伐がまだ遠いこともあり、サーティヤキの行動の道徳性についての議論は先送りとなりました。

##### 夜戦
戦争の第十四日目、戦闘が夜にまで続いた際、サーティヤキはブリシュラヴァの父ソーマダッタを討ち取りました。その後、ビーマを助けてソーマダッタの父バーヒリカを討つ役割を果たしました。

### ヤーダヴァの戦士
クル・クシェートラ戦争において、サーティヤキとクリトヴァルマは、対立する側で戦った重要なヤーダヴァの英雄でした。サーティヤキはパーンダヴァ側に加わり、クリトヴァルマはカウラヴァ側に加わりました。サーティヤキはまた、アーユルヴェーダの医師としても知られ、シャリヤ（外科手術）およびシャーラキャ（眼科や耳鼻咽喉科）の専門家として記録されています。彼は、ティミル（視覚障害）とアンナントヴァート（スシュルタ・ウッタラタンタ）においてダルハナによって、また、ネットラローガ（目の病気）においてチャラクの文献でチャクラパニによって言及されています。
一部の『マハーバーラタ』のテキストでは、マウサラ・パルヴァにおいて、サーティヤキがクリトヴァルマを首をはねて殺したとされています。

### 死
クルクシェートラ戦争の後、ガーンダーリーはクリシュナを呪い、36年後に彼の一族が同族殺しによって滅びる運命を告げました。
36年目、ヤーダヴァ族はプラバーサに移り、仮の住居に割り当てられ、宴会や飲酒を始めました。酔いが回る中、サーティヤキは18日目の戦いの夜にクリトヴァルマが行った行為を嘲笑し、挑発します。他の者たちもサーティヤキに同調すると、クリトヴァルマは激怒し、サーティヤキがブーリシュラヴァスを冷酷に殺害したことを非難します。これに対抗して、サーティヤキはクリトヴァルマがデーヴァキーの父を殺害しようと企んだ話を語ります。戦士たちは、戦争中に自分の一族がどちら側で戦ったかによって立場を分け始め、酒が進むにつれて怒りが高まります。激怒したサーティヤキが地面から草を引き抜くと、その草が（リシの呪いによって）武器に変わっていることに驚愕します。顔を真っ赤にしたサーティヤキはクリトヴァルマの首をはね、クリトヴァルマ側の戦士たちを攻撃し始めました。
激怒し酔いの回ったボージャ族とアンダカ族はサティヤキを囲みます。クリシュナが彼を助けに来ますが、この場の運命を理解しているクリシュナは何もせずに立ち尽くします。ボージャ族とアンダカ族も地面から武器を取り出し、サティヤキに向かって進みます。
サーティヤキの味方であるプラデュムナらが彼を守るために駆けつけますが、最終的にはサティヤキも全てのヴリシュニ族の戦士たちも命を落としました。